# Lée
Lée é uma comuna francesa na região administrativa da Nova Aquitânia, no departamento dos Pirenéus Atlânticos. Estende-se por uma área de 2,93 km². Em 2010 a comuna tinha 1 318 habitantes (densidade: 449,8 hab./km²).